# 삼성전자의 태블릿 목록

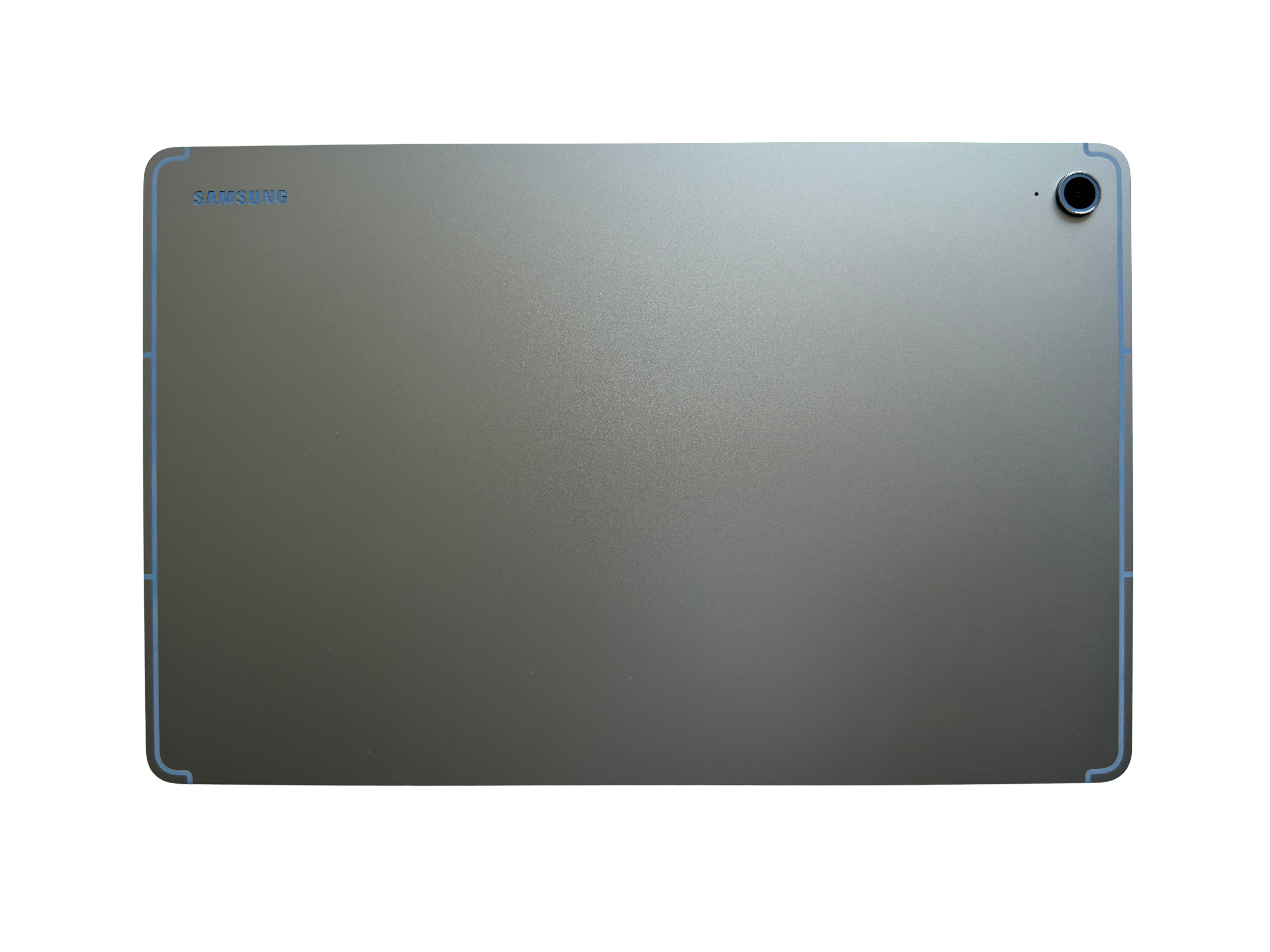
삼성 태블릿 컴퓨터

이 문서는 삼성에서 생산한 태블릿 목록이다.
삼성은 2010년 9월에 안드로이드 기반의 첫 태블릿인 갤럭시 탭 7.0을 발표했다. 그 이후로 갤럭시 탭 시리즈, 갤럭시 북 시리즈, 갤럭시 뷰 시리즈 등 다수의 태블릿을 생산했다. 또한 스마트폰을 출시할 때도 사용된 브랜드인 갤럭시 노트라는 이름으로 세 가지 태블릿을 출시했다. 삼성은 넥서스 10 (구글과 공동 브랜드) 및 반스 & 노블과 함께 누크(Nook) 브랜드의 갤럭시 태블릿 여러 대와 같은 공동 브랜드 태블릿도 출시했다.

## 주류 안드로이드 태블릿

### 플래그십 태블릿
- 삼성 갤럭시 탭 7.0
- 삼성 갤럭시 탭 7.0 플러스
- 삼성 갤럭시 탭 7.7
- 삼성 갤럭시 탭 8.9
- 삼성 갤럭시 탭 10.1
- 삼성 갤럭시 탭 2 7.0
- 삼성 갤럭시 탭 2 10.1
- 삼성 갤럭시 탭 3 7.0
- 삼성 갤럭시 탭 3 8.0
- 삼성 갤럭시 탭 3 10.1
- 삼성 갤럭시 탭 4 7.0
- 삼성 갤럭시 탭 4 8.0
- 삼성 갤럭시 탭 4 10.1
- 삼성 갤럭시 노트 8.0
- 삼성 갤럭시 노트 10.1
- 삼성 갤럭시 노트 10.1 2014 에디션
- 삼성 갤럭시 노트 프로 12.2
- 삼성 갤럭시 탭 프로 8.4
- 삼성 갤럭시 탭 프로 10.1
- 삼성 갤럭시 탭 프로 12.2
- 삼성 갤럭시 탭 S 8.4
- 삼성 갤럭시 탭 S 10.5
- 삼성 갤럭시 탭 S2 8.0
- 삼성 갤럭시 탭 S2 9.7
- 삼성 갤럭시 탭 S3
- 삼성 갤럭시 탭 S4
- 삼성 갤럭시 탭 S5e
- 삼성 갤럭시 탭 S6
- 삼성 갤럭시 탭 S6 Lite
- 삼성 갤럭시 탭 S7
- 삼성 갤럭시 탭 S7+
- 삼성 갤럭시 탭 S7 FE
- 삼성 갤럭시 탭 S8
- 삼성 갤럭시 탭 S8+
- 삼성 갤럭시 탭 S8 Ultra
- 삼성 갤럭시 탭 S9
- 삼성 갤럭시 탭 S9+
- 삼성 갤럭시 탭 S9 Ultra
- 삼성 갤럭시 탭 S9 FE
- 삼성 갤럭시 탭 S9 FE+
- 삼성 갤럭시 탭 S10+
- 삼성 갤럭시 탭 S10 Ultra
- 삼성 갤럭시 탭 S10 FE
- 삼성 갤럭시 탭 S10 FE+

### 보급형 태블릿
- 삼성 갤럭시 탭 3 라이트
- 삼성 갤럭시 탭 E 8.4
- 삼성 갤럭시 탭 E 10.5
- 삼성 갤럭시 탭 E 9.6 (T560, T561)
- 삼성 갤럭시 탭 E 8.0 (T375, T377)
- 삼성 갤럭시 탭 A 8.0 (2015)
- 삼성 갤럭시 탭 A 10.1 (2016)
- 삼성 갤럭시 탭 A 8.0 (2017)
- 삼성 갤럭시 탭 A 8.0 (2018)
- 삼성 갤럭시 탭 A 10.5 (2018)
- 삼성 갤럭시 탭 A 10.1 (2019)
- 삼성 갤럭시 탭 A 8.0 (2019)
- 삼성 갤럭시 탭 A 8.0 (2019) Kids
- 삼성 갤럭시 탭 A 8.4 (2020)
- 삼성 갤럭시 탭 A7 10.4 (2020)
- 삼성 갤럭시 탭 A7 LITE (2021)
- 삼성 갤럭시 탭 A8 (2022)
- 삼성 갤럭시 탭 A9 (2023)
- 삼성 갤럭시 탭 A9+
- 삼성 갤럭시 탭 A9+ Kids Edition

## 초대형 태블릿
삼성은 2015년 10월에 18.4인치 태블릿인 오리지널 갤럭시 뷰를 발표했다. 이어서 2019년 4월에는 약간 더 작은 17.3인치 갤럭시 뷰 2가 출시되었다.
| 이름             | 출시일     |
| ---------------- | ---------- |
| 삼성 갤럭시 뷰   | 2015-11-06 |
| 삼성 갤럭시 뷰 2 | 2019-04-26 |

## 윈도우 태블릿
| 이름                      | 출시일     |
| ------------------------- | ---------- |
| 삼성 갤럭시 탭 프로 S     | 2016-03-18 |
| 삼성 갤럭시 북 (10.6인치) | 2017-05-21 |
| 삼성 갤럭시 북 (12인치)   | 2017-04-21 |
| 삼성 갤럭시 북 2          | 2018-11-02 |

## 공동 브랜드 태블릿

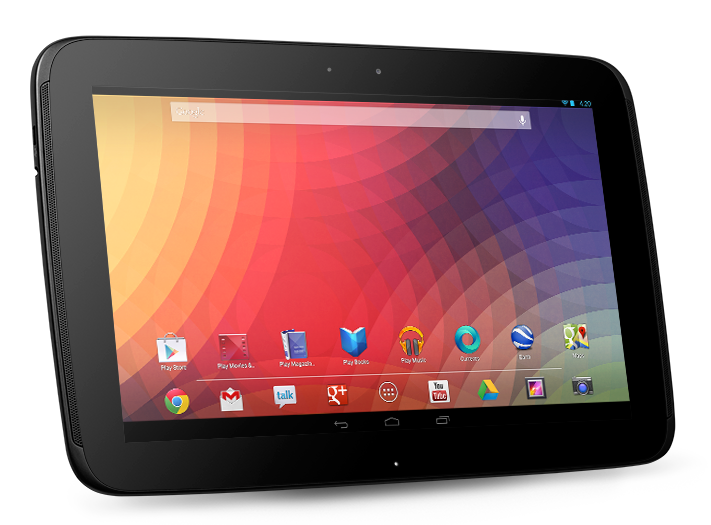
2012년에 출시된 넥서스 10은 삼성과 구글의 협력으로 탄생했다.

- 넥서스 10
- 삼성 갤럭시 탭 4 누크
- 삼성 갤럭시 탭 S2 누크
- 삼성 갤럭시 탭 E 누크

## 같이 보기
- 안드로이드 스마트폰 목록
- 아이패드 모델 목록